# تیرولین جت سرویسز
تیرولین جت سرویسز (به انگلیسی: Tyrolean Jet Services) یک شرکت هواپیمایی اتریشی است که در تاریخ ۱۹۷۸ میلادی تأسیس شده است.

## ناوگان
- ۱ بمباردیه گلوبال اکسپرس
- ۱ سسنا سایتیشن‌جت
- ۲ سسنا سایتیشن ۳
- ۱ گلف‌استریم جی۵۵۰
- ۱ ایرباس
- ۲ ایرباس